# Salas Cuna en San Sebastián
Las Salas Cuna en San Sebastián (España) fueron unas guarderías oficiales  públicas del Ayuntamiento de San Sebastián que desarrollaron su actividad entre 1903 y 1985.
Su función principal  era atender a los hijos de mujeres trabajadoras que no podían hacerse cargo de sus hijos durante su horario laboral.

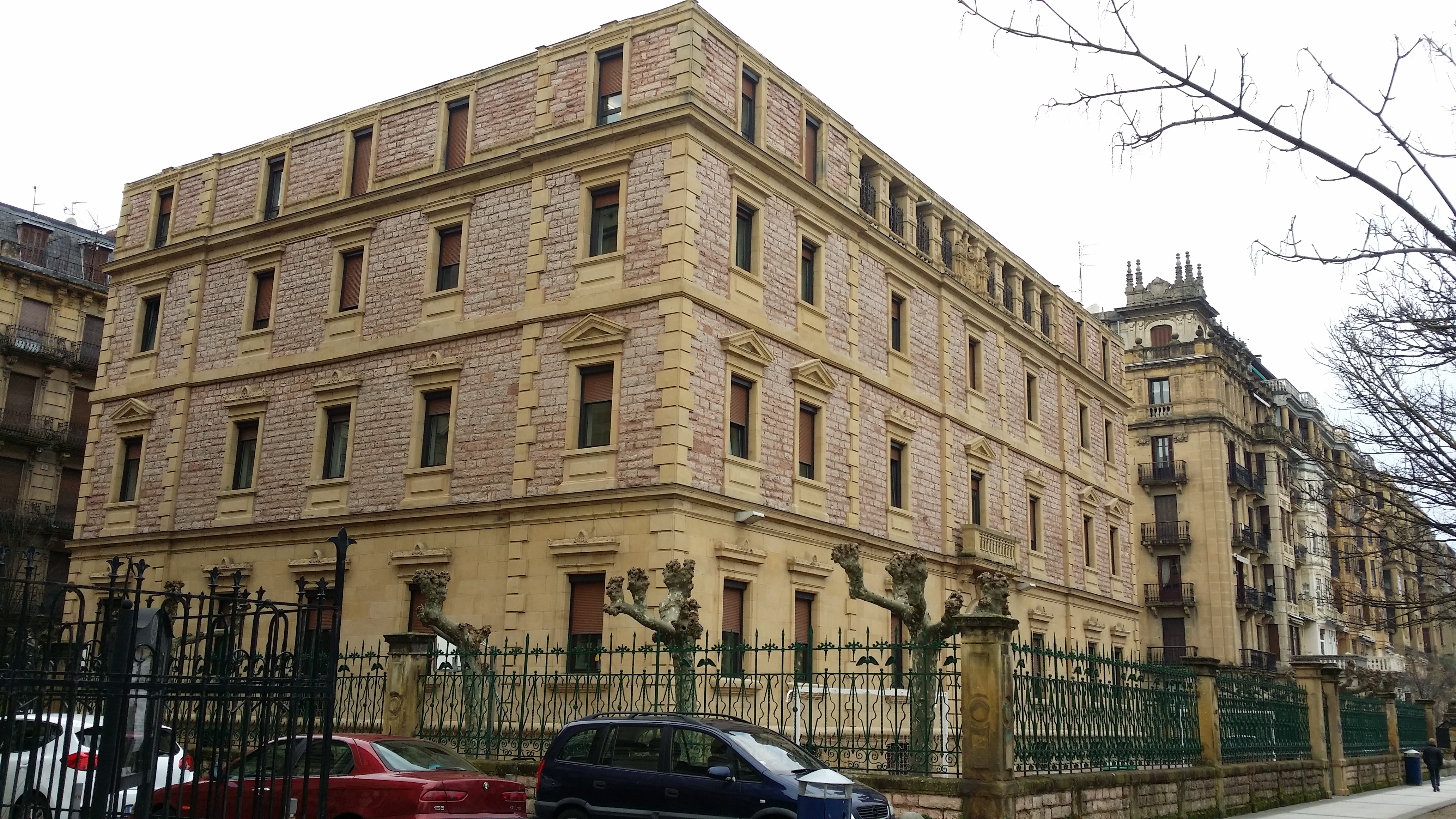
Asilo de niños San José

Estuvieron situadas en el barrio de Gros, en el Centro y en el Antiguo de San Sebastián.

## Descripción
La función de las salas cuna era atender a los hijos de madres  en situación de pobreza, jornaleras o pescadoras desde primera hora de la mañana hasta la noche.
Les daban educación, alimentación (desalluno comida y merienda),  ropa y otras necesidades como baño etc. 
Otro objetivo de éstas instituciones era evitar que los niños cayeran en la mendicidad. 
El Ayuntamiento de San Sebastián era su fundador y eran dirigidas por las Hijas de la Caridad y un médico director de las Salas Cuna Municipales que era Antonio López Alen.
Los niños podían ingresar entre los 15 días de vida y los tres años que era la edad  fijada para el ingreso en la sección de Párvulos en las Escuelas Municipales y Nacionales, 
Había algunos requisitos de ingreso como  que la madre tuviera su ocupación fuera del hogar, que tuviera buena conducta, que amamantara a su hijo antes de los seis meses de edad. y que el niño estuviera vacunado de las vacunas existentes en cada momento histórico.
Los Centros permanecían cerrados los domingos y días festivos.

## Centros
- Asilo  San José. (1903 - 1937). Situado en la calle Prim 33. Cientos de niños pasaron por sus instalaciones.[3]

- Sala Cuna María Cristina (1929 - 1985). Situado en la calle Zabaleta del barrio de Gros. Atendía a unos 30 niños al año.

- Sala Cuna del Niño Jesús  (1929). Situado en la calle Matía del barrio del Antiguo. Atendían entre 30 y 40 niños al año.

- Sala Cuna de la Calle Easo de Amara (1933 - ?)
- Sala Cuna de la Calle Urdaneta. (1950 - ?)